# Michael Wittmann
Pour les articles homonymes, voir Wittmann.
Michael Wittmann (quelquefois orthographié Wittman), né le 22 avril 1914 à Vogelthal, Royaume de Bavière et mort au combat le 8 août 1944 en Normandie, est un chef de char allemand de la Seconde Guerre mondiale. La propagande nazie en fera un héros, le créditant de plus de 130 destructions de véhicules blindés et 130 destructions de canons antichars.

## Biographie

### Engagement militaire
Entré dans la Waffen-SS, il participa à la campagne de Pologne, puis à celle des Balkans. Il combat ensuite sur le front de l'Est où il s'illustra notamment lors de la bataille de Koursk à l'été 1943 acquérant la réputation d'un as du combat de chars.  
Il prit part, ensuite, à la bataille de Normandie avec le grade de Hauptsturmführer (équivalent de capitaine dans les Waffen-SS) et mena la bataille contre une colonne de la 7e division blindée britannique dans la bataille de Villers-Bocage, le 13 juin 1944.

### Mort au combat
La destruction du char de Wittmann et la mort de celui-ci, le 8 août 1944, lors de l'opération Totalize, font encore aujourd'hui l'objet d'une polémique, puisque de nombreuses unités blindées britanniques et canadiennes étaient en action et ont engagé son groupe ce jour-là et que toutes s'approprient ce fait d'armes. De nombreux blindés allemands furent détruits lors de cet engagement, dont cinq Tigres, incluant celui de Wittmann.
Un des points de vue veut que Wittmann et son équipage aient été tués par une unité des Fusiliers de Sherbrooke de la 2e brigade blindée canadienne (le Sherbrooke était une unité d'infanterie à l'origine et devint le 27e régiment blindé en 1942 tout en conservant son nom de Fusiliers). Le char Tigre 007 de Wittmann aurait été immobilisé par un obus perforant et sa tourelle projetée dans les airs par le souffle de l'explosion qui suivit à l'intérieur du blindé. L'escadron A du Sherbrooke, commandé par le major Sydney Valpy Radley-Walters et embusqué autour du château de Gaumesnil, aurait engagé en deçà de 150 mètres, et détruit deux des Tigres du groupe Schwere SS Panzerabteilung 101 avançant vers le nord le long de la route Caen-Falaise. Un de ces deux Tigres était, selon de nombreux indices, celui de Wittmann. La perforation fatale du côté arrière gauche du Tigre, soit du côté où se trouvait le Sherbrooke, alors que les blindés britanniques qui l'ont aussi engagé étaient à sa droite, est un de ces indices.
Pour l'historien Antony Beevor, la destruction du char de Wittmann est sans doute le fait de l'un des chars Sherman Firefly du Ier Northamptonshire Yeomanry (en) de la British Army, escadron A, et revendiquée par le tankiste britannique Joe Ekins (en). Selon le journal de guerre de cet escadron, trois chars Tigre auraient été détruits le 8 août 1944, respectivement à 12 h 40, 12 h 47 et 12 h 52. Le char Tigre 007 de Wittmann, suivant ce journal, aurait été détruit à 12 h 47. Les chars britanniques Sherman Firefly, bien que distants de plus de 800 mètres, utilisaient des obus perforants de 17 livres, capables de détruire un Tigre à une telle distance. 
Le Sherbrooke possédait aussi le Firefly, comme toutes les unités de Sherman anglo-canadiennes en Normandie. Il est probable que le char d'Ekins a détruit trois des cinq Tigres perdus par le groupe 101 lors de l'engagement du 8 août, possiblement les chars les plus près des positions du régiment britannique, à 800 mètres, mais celui de Wittmann était plus éloigné et en enfilade depuis le château de Gaumesnil où se trouvaient les chars canadiens, sur sa gauche. Notons aussi que selon un survivant du groupe 101 (Hans Hoflinger), le char de Wittmann aurait explosé à 12 h 55 et non 12 h 47.
Selon d'autres sources, la destruction du Tigre de Wittmann serait en réalité à porter au crédit d'un tir d'un chasseur-bombardier britannique Hawker Typhoon. Cette dernière hypothèse serait étayée par le témoignage d'un habitant de la commune, Serge Varin, ayant assisté au combat et photographié l'épave du Tigre 007 de Michael Wittmann après la retraite des troupes allemandes, en 1945. Après un examen plus approfondi, Varin a conclu que l'impact d'une roquette HEAT (high explosive anti-tank), sur le pont arrière du Tigre (blindage de 25 mm), pénétrant les prises d'air, a provoqué une explosion dans le compartiment moteur puis une explosion du stock de munitions, tuant instantanément tout l'équipage et arrachant la tourelle du char. L'avion qui aurait détruit le char de Wittmann aurait été abattu au cours de la même journée, le pilote disparaissant avant d'avoir eu le temps de revendiquer cette destruction. Cependant, les archives de la 2nd TAF (Tactical Air Force, RAF) n'indiquent aucun char allemand détruit dans le secteur où le groupe 101 a opéré ce jour-là et les combattants présents au sol ne rapportent de leur part aucune attaque de Typhoon sur le char de Wittman, pas plus que sur quelque autre char du groupe 101. 

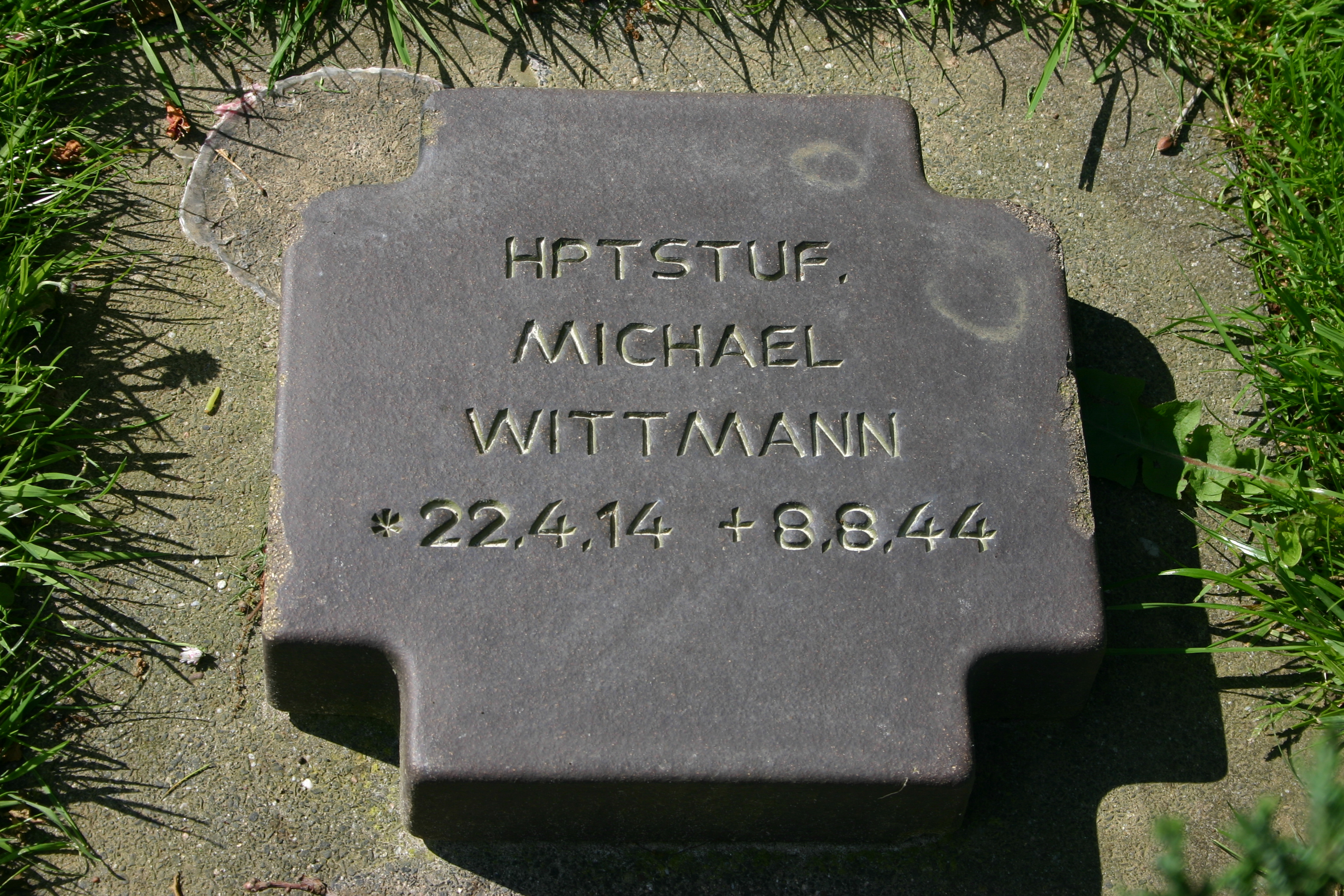
Tombe de Michael Wittmann au cimetière militaire allemand de La Cambe.

Le corps de Michael Wittmann, probablement inhumé rapidement à proximité de l'épave de son char, n'a été retrouvé qu'en mai 1983, lors de la construction d'une route. Il repose depuis au cimetière militaire allemand de La Cambe en Normandie (bloc 47 - rangée 3 - tombe 120) avec les quatre autres membres de l'équipage du Tigre 007 (Karl Wagner, tireur ; Günther Weber, chargeur ; Heinrich Reimers, pilote ; Rudolf « Rudi » Hirschel, mitrailleur/opérateur radio). Il repose tout près de la tombe de Adolf Diekmann, commandant du I. bataillon « Der Führer » de la 2e division SS Das Reich celui qui organisa la destruction du village d'Oradour-sur-Glane : 246 femmes, 207 enfants et 190 hommes, soit en tout 643 personnes périssent mitraillées ou brûlées vives.
Au mois de juillet 2015 ainsi qu'en mai 2018, la plaque tombale de Michael Wittmann a été dérobée sur sa sépulture,.

## Affectations
- Pologne (1939)
- Balkans (1940-1941)
- Front de l'Est (1941-1944)
- Normandie (1944)

## Victoires
Michael Wittmann aurait, à son palmarès, 138 chars (dont 117 en Russie) et 132 canons de tous calibres détruits. Néanmoins, ces chiffres sont invérifiables, étant donné que les tankistes ne comptaient pas leurs victoires. 
Wittmann est devenu célèbre en Allemagne après la bataille de Koursk, durant laquelle il aurait fait preuve d'une grande efficacité. Après ses victoires en Normandie, il est devenu également le chef de char le plus décoré d'Allemagne, récompenses par ailleurs partagées avec son tireur. Comme ce fut le cas pour plusieurs des grands héros militaires de l'Allemagne nazie, il lui a été demandé fin juin 1944 d'accepter le commandement d'une école d'instruction de tankistes ; le but étant d'éviter qu'un décès au combat puisse écorner le mythe. Cependant Michael Wittmann a refusé, préférant retourner sur le terrain, et a été tué deux mois plus tard.

## Vie personnelle
Le 1er mars 1944, Wittmann se marie avec Hildegard Burmester à Lunebourg.

## Résumé de sa carrière de SS

### Promotions
- SS-Mann : 1er avril 1937
- SS-Sturmmann : 11 novembre 1937
- SS-Unterscharführer : 20 avril 1939
- SS-Oberscharführer : 9 novembre 1941
- SS-Untersturmführer : 21 décembre 1942
- SS-Obersturmführer : 30 janvier 1944
- SS-Hauptsturmführer : 21 juin 1944

### Décorations
- Croix de fer (1939)
  - 2e classe (12 juillet 1941)[11]
  - 1re classe (8 septembre 1941)[11]
- Bague d'honneur des SS (anneau à tête de mort)
- Insigne des blessés
- en Noir (20 août 1941)[11]
- Insigne de combat des blindés en argent (21 novembre 1941)[11]
- Médaille du Front de l'Est (1942)
- Médaille des Sudètes (1938)
- Médaille de l'Anschluss (1938)
- Croix de soldat de l'ordre de Bravoure 4e classe 2e grade (Royaume de Bulgarie) (1941)
- Médaille de service de longue durée de la SS (Dienstauszeichnung der Waffen-SS)
- Croix de chevalier de la croix de fer avec feuilles de chêne et glaives or et argent
  - Croix de chevalier le 14 janvier 1944 en tant que SS-Untersturmführer et leader de section de la 13.(schwere)/SS-Panzer-Regiment 1[12]
  - 380e feuilles de chêne le 30 janvier 1944 en tant que SS-Untersturmführer et leader de section de la 13.(schwere)/SS-Panzer-Regiment 1[12]
  - 71e épée le 22 juin 1944 en tant que SS-Obersturmführer et chef de la 2./schwere SS-Panzer-Abteilung 101[12]
- Mentionné dans le bulletin quotidien radiophonique Wehrmachtbericht (13 janvier 1944)

### Articles de presse
- Jean-Paul Pallud, « La mort de Michael Wittmann », 39/45 Magazine, no 3, éditions Heimdal, 1984.
- Nicolas Aubin, « Qui a tué Wittmann ? », Batailles & Blindés no 59, éditions Caraktère, février-mars 2014.

### Documentaires télévisés
- Qui a tué Michael Wittmann ?, documentaire télévisé par l'historien militaire canadien Norm Christie, Breakthrought Films & The History Channel, 2008.
- Michael Wittmann, héros du IIIème Reich : 3e épisode de la série Tanks !, 1998.